# Eriocaulon seemannii
Eriocaulon seemannii är en gräsväxtart som beskrevs av Harold Norman Moldenke. Eriocaulon seemannii ingår i släktet Eriocaulon och familjen Eriocaulaceae. Inga underarter finns listade i Catalogue of Life.